# شیپونوفسکایا (استان آرخانگلسک)
شیپونوفسکایا (به لاتین: Shipunovskaya) یک منطقهٔ مسکونی در روسیه است که در استان آرخانگلسک واقع شده‌است.